# Mitch Miller
Pour les articles homonymes, voir Miller.
Mitch Miller, né le 4 juillet 1911 à Rochester, mort le 31 juillet 2010 à New York, est un musicien, chanteur, chef de chœur et producteur de musique américain. L'émission de télévision Sing along with Mitch sur NBC l'a rendu très populaire dans les années 1950 et 1960.

## Biographie
Il apprend dans son enfance le hautbois et poursuit des études à l'Eastman School of Music à Rochester. Il joue avec le Syracuse symphony orchestra, puis il est engagé dans le Rochester philharmonic Orchestra avant de s'installer à New York. Il devient membre de l'octet d'Alec Wilder de 1938 à 1940. Il participe à la bande-son de l'émission de radio d'Orson Welles La Guerre des mondes en 1938. Il travaille avec Percy Faith, Charlie Parker et en décembre 1945 avec Frank Sinatra dans l'album Frank Sinatra conducts the music of Alec Wilder.
Il joue le célèbre solo de cor anglais du second mouvement de la symphonie nº 9 de Dvořák dans l'enregistrement conduit par Leopold Stokowski en 1947. Il enregistre également, toujours sous la direction de Stokowski, « Le cygne de Tuonela » de Jean Sibelius. Il devient à la fin des années 1940 producteur de musique classique chez Mercury Records puis dirige le département « Artists and repertoire » (A&R) chez Columbia. En 1956 dans un enregistrement CBS il dirige un orchestre  pour accompagner Erroll Garner. Il dirige à la fin des années 1950 un chœur d'hommes avec lequel il enregistre de nombreux albums de musique populaire et folklorique (Folk songs sing along with Mitch) sous le nom de Mitch Miller and his gang. De 1961 à 1964 il présente sur NBC une émission musicale Sing along with Mitch.
En 1965 il quitte Mercury Records et rejoint MCA Records comme conseiller artistique. Il fait dans les années 1980 et 1990 encore quelques apparitions à la télévision américaine (Keep america singing, Voices in harmony) et conduit à l'occasion comme chef-invité le Boston Pops Orchestra. Il meurt en 2010 à l'âge de 99 ans.

## Sources
- (en) Cet article est partiellement ou en totalité issu de l’article de Wikipédia en anglais intitulé « Mitch Miller » (voir la liste des auteurs).